# 디엠 (암호화폐)

디엠(Diem, 과거 명칭: 리브라, Libra)은 페이스북이 계획하고 이용 허가를 받은 암호화폐이다. 과거에 취소된 스테이블코인 프로젝트로는 리브라가 있다. 페이스북 코인(줄여서 페북 코인)이라고도 불렸다.

## 역사
2019년 6월 18일, 페이스북은 리브라 발행을 공식적으로 발표했다.
달러, 유로화 등과 일정비율로 교환할 수 있는 스테이블코인이다.
리브라 어소시에이션에는 28개 회사가 파트너로 참여한다. 마스터카드, 비자, 우버, 스포티파이, 보다폰, 페이팔 등이 참여한다. 페이스북은 스위스 제네바에 기반한 독립적인 비영리 기구 리브라 어소시에이션을 통해 리브라를 감독, 관리할 계획이다. 2019년 연말까지 100개 업체를 참여시킬 계획이다.
2018년 6월, 미국 특허청에 '리브라' 상표권을 등록했다. 리브라는 별자리 가운데 하나인 천칭자리를 뜻한다.
2019년 5월 2일, 스위스 제네바 상업등기소(Geneva Commercial Register)에 새로운 핀테크 기업 리브라 네트웍스 LLC(Libra Networks LLC)를 등록했다. 암호화폐 결제 및 투자, 블록체인 신원증명 등을 개발하는 기술기업이다. 리브라 네트워크는 페이스북 글로벌 홀딩스의 자회사로 금융 및 기술 분야의 서비스 뿐만 아니라 투자 활동과 결제, 자금 조달, 신원 관리, 데이터 분석 등 블록체인 관련 기술 기업이다.
설립 파트너 사들은 최소 1000만달러(119억 원)를 투자해야만 한다. 리브라는 최초에는 개인 간 송금 용도에 먼저 활용할 예정이다.
리브라 블록체인은 아파치 라이선스 2.0 요구에 맞게 오픈소스를 제공한다. 2019년 6월 말에 리브라(Libra) 블록체인 테스트넷을 출시할 예정이며, 발표와 동시에 아파치(Apache) 2.0을 오픈소스로 공개할 예정이다.
페이스북이 주도하는 리브라는 블록체인 기반 디지털 화폐로 계좌가 없는 세계 약 17억명의 인구가 추가 비용 없이 페이스북 메신저 등 모바일 서비스를 이용해 즉석에서 돈을 송금하거나 결제할 수 있는 서비스다. 월평균 이용자 수만 24억명이 넘는 페이스북에서 화폐를 대신해 쓸 수 있는 가상화폐다.
업계 전문가들은 일 이용자만 15억명이 넘는 페이스북의 리브라 프로젝트가 성공한다면 신용카드를 뛰어넘는 네트워크 우위를 확보할 수 있다고 내다봤다. 2019년 5월 현재 3000만명이 암호화폐를 이용하지만 페이스북은 월 24억명의 이용자를 확보하고 있다.

## 미국의 반대
2019년 7월 2일, 미국 민주당 하원의원들이 금융시스템에 커다란 위험이 없을 때까지 페이스북이 '리브라' 프로젝트를 중단해 줄 것을 요청하는 서한을 공식적으로 보냈다.
7월 11일, 미국 공화당 도널드 트럼프 대통령이 리브라에 대해 매우 강력하게 반대하는 말을 했다. 세계 최고의 화폐는 달러화이며, 페이스북이 그런 달러화를 위협하는 화폐를 만들려면, 대통령에 당선되라는 식의 뉘앙스였다. 규제를 받지 않는 암호화폐는 마약거래 등에 악용될 수 있다고도 말했다. 그리고 그 직후 미국 연방거래위원회(FTC)는 여러 가지 이유를 들어 페이스북에 50억 달러(약 5조8895억 원)의 벌금을 물리는 방안을 승인했다.
7월 15일, 마크 저커버그 페이스북 CEO는 마약거래 등 악용에 대한 미국 정부의 우려가 불식될 때까지 리브라 출시를 연기하겠다고 발표했다. 이로 인해 비트코인 시세가 폭락했다.
7월 16일에서 17일, 미국 상원과 미국 하원 양원에서 페이스북의 리브라에 관한 청문회를 개최했다. 상원 청문회가 개인 정보 보호와 보안에, 하원 청문회에서는 금융 안정성과 투자자 및 사용자 보호에 촛점이 맞춰졌다. 미국 하원 금융서비스위원회의 맥신 워터스 위원장의 평가에 따르면, 이 청문회는 “지난 대선 이후 가장 중요한 청문회”였다.